# Facet do towarzystwa
Facet do towarzystwa (ang. The Walker) – amerykańsko-brytyjski film kryminalny z 2007 roku oparty na scenariuszu i reżyserii Paula Schradera. Wyprodukowany przez Kintop Pictures.
Premiera filmu miała miejsce 10 sierpnia 2007 roku w Wielkiej Brytanii oraz w listopadzie 2007 roku w Stanach Zjednoczonych.

## Opis fabuły
Akcja filmu rozgrywa się w Waszyngtonie. Carter Page (Woody Harrelson) jest przystojny, kulturalny, wykształcony i ma nienaganne maniery. Wszystko to sprawia, że nie musi martwić się o zatrudnienie. Homoseksualny Carter jest mężczyzną do towarzystwa. Jego klientki to zamożne kobiety w średnim wieku. Osamotnione panie, których przedsiębiorczy mężowie są wiecznie zapracowani i interesują się tylko pomnażaniem stanu konta, pozornie mają wszystko. Rozpaczliwie potrzebują jednak kogoś, kto urozmaici im wolny czas i sprawi, że znów poczują się ważne. Do stałych klientek Page'a należą: Natalie Van Miter (Lauren Bacall), Abigail Delorean (Lily Tomlin) i Lynn Lockner (Kristin Scott Thomas). Carter towarzyszy im podczas wieczoru w operze i obiadu w restauracji, zabawia rozmową oraz grą w kanastę.
Pewnego dnia Lynn wpada w poważne tarapaty. Jej kochanek, Robbie Kononsberg (Steven Hartley), zostaje zamordowany. Carter usiłuje pomóc kobiecie i jej mężowi, Larry'emu (Willem Dafoe). W rezultacie beztroski mężczyzna sam wplątuje się w kryminalną aferę. Prowadzi to do kłopotów z policją i ambitnym prokuratorem. W tej sytuacji Page z pomocą swojego kochanka, fotografa Emeka (Moritz Bleibtreu), rozpoczyna własne dochodzenie w sprawie zabójstwa.

## Obsada
Źródło: Filmweb
- Woody Harrelson jako Carter Page III
- Kristin Scott Thomas jako Lynn Lockner
- Lauren Bacall jako Natalie Van Miter
- Ned Beatty jako Jack Delorean
- Moritz Bleibtreu jako Emek Yoglu
- Mary Beth Hurt jako Chrissie Morgan
- Lily Tomlin jako Abigail Delorean
- Willem Dafoe jako senator Larry Lockner
- William Hope jako mieszkaniec
- Geff Francis jako detektyw Dixon
- Steven Hartley jako Robbie Kononsberg

i inni